# José María Correa
José María Correa (Nueva España, circa 1770-Villa del Carbón, México, después de  1824) fue un sacerdote católico novohispano que se unió al bando insurgente durante de la guerra de la independencia de México.

## Semblanza biográfica
Fue párroco de la iglesia de Nopala (en el actual estado de Hidalgo) – nativo de Villa del Carbón- . Simpatizó con la revolución iniciada por Miguel Hidalgo y Costilla mediante el grito de Dolores, aunque no había participado en ella fue arrestado por José de la Cruz en noviembre de 1810 y enviado a la Ciudad de México ante la presencia del virrey Francisco Xavier Venegas. A pesar de que había sido sentenciado a muerte, el nuevo virrey decidió ponerlo a disposición de su antecesor, el arzobispo Francisco Javier de Lizana quien lo destituyó de su parroquia. Al regresar a Nopala y ser testigo de los fusilamientos ordenados por el comandante realista Andrade, decidió tomar las armas con el bando insurgente.
Realizó sus primeras campañas con Pino, Arriaga y el Chito Villagrán derrotando el 11 de septiembre de 1811 al comandante Andrade en Venta Hermosa y logrando otra victoria el día 26 del mismo mes. La Junta de Zitácuaro le otorgó el rango de brigadier y comandante en jefe de Huichapan y Jilotepec. Sus siguientes victorias las obtuvo al mando de quinientos hombres y tres cañones en Calpulalpan y Villa del Carbón los días 2 y 11 de noviembre. El día 22, con un grupo de mil hombres asaltó exitosamente a un convoy realista, su grupo estuvo a punto de capturar al obispo de Guadalajara Juan Cruz Ruiz de Cabañas, pero por órdenes expresas de Correa se le dejó escapar. A consecuencia de esta acción fue excomulgado por la Iglesia Católica.
En enero de 1812 fue llamado por Ignacio López Rayón para defender la plaza de Zitácuaro, la cual finalmente fue atacada y tomada por Félix María Calleja. Tras la derrota insurgente, acompañó a la Junta en su retirada hasta Tlalchapa. Posteriormente, con tan sólo dieciséis hombres, regresó a Nopala para reunir más gente y fundir cañones. Logró escapar de una emboscada sorpresiva la madrugada del 5 de marzo dirigida por el comandante Ondarza. En el mes de mayo, con un grupo de setecientos hombres y dos cañones, participó en la batalla de Tenango logrando rechazar al comandante Joaquín Castillo Bustamante.
En octubre de 1812 participó en el ataque insurgente coordinado a la localidad de Ixmiquilpan, debido a la lealtad mostrada hacia López Rayón, tuvo desavenencias con Julián Villagrán y su hijo el Chito, por tal motivo abandonó la comarca para ocultarse en las montañas de Chapa de Mota.
En junio de 1813, una partida realista que respondía a las órdenes del comandante Revilla logró capturar a José María Correa. Al solicitar su indulto, el corregidor de Toluca, Nicolás Gutiérrez lo envió ante la presencia del obispo e inquisidor Antonio Bergosa y Jordán, quien decidió recluirlo en La Profesa.  Sin embargo, el 6 de octubre decidió evadirse de su reclusión. Dejó cartas para los inquisidores y se unió a las filas de José María Morelos en Chilpancingo. El Congreso de Anáhuac le otorgó el rango de mariscal de campo. Con Morelos participó en el infructuoso ataque a Valladolid (hoy Morelia) y en la batalla de Puruarán y con Mariano Matamoros en las acciones de Chichihualco y Tlacotepec, siendo los insurgentes derrotados en todos estos encuentros.
Poco antes de que Morelos fuese capturado, se trasladó a Veracruz con Juan Nepomuceno Rosains, quien lo nombró su segundo. Combatió al lado de Guadalupe Victoria y ayudó en la fortificación de Cerro Colorado. En 1815 se encargó de la comandancia de Uruapan. Debido a la disolución del Congreso perpetrada por Manuel Mier y Terán y las rencillas que surgieron entre los jefes insurgentes, combatió a Juan Pablo Anaya, quien a su vez había disuelto la Junta de Taretan. Al ser derrotado en Santa Bárbara y Guanajuato se vio obligado a replegarse a Tehuacán con la intención de reclamar a Terán la disolución del Congreso.
Contrario a lo esperado, fue muy bien recibido por Terán y militó con él hasta enero de 1817, fecha en éste fue derrotado y obligado a indultarse. Por su parte, Correa fue tratado como prisionero de guerra, a punto de ser fusilado su ejecución fue suspendida por órdenes del general Ciriaco del Llano. Estuvo en cautiverio en Puebla hasta abril de 1818. Cuando el movimiento insurgente parecía haber llegado a su fin, con el apoyo del obispo de Puebla, Joaquín Pérez, y del arzobispo de México, Pedro José Fonte, fue enviado como cura interino a Real del Monte.
En 1821 se adhirió al Plan de Iguala proclamado por Agustín de Iturbide. Apoyó en gran medida a Vicente Guerrero con dinero y víveres. Una vez consumada la independencia de México se presentó ante la junta calificadora de méritos y solicitó que se le devolviese el curato de Nopala, lo cual consiguió hasta 1824.